# Stanisław Wojciech Mirski
Stanisław Wojciech Mirski herbu Białynia Odmienna (ur. 21 października 1756 w Zawierzu, zm. 1805 tamże) – pisarz wielki litewski w 1791 roku, poseł na Sejm Czteroletni, członek Towarzystwa Przyjaciół Konstytucji 3 Maja, szambelan królewski.
Był posłem Sejmu Czteroletniego z powiatu brasławskiego w 1788 roku
Członek sprzysiężenia na Litwie, przygotowującego wybuch powstania kościuszkowskiego. Członek Rady Najwyższej Rządowej Litewskiej, kierownik Wydziału Sprawiedliwości Deputacji Centralnej Wielkiego Księstwa Litewskiego w powstaniu kościuszkowskim w 1794 roku.
W 1791 odznaczony Orderem Orła Białego i Orderem Świętego Stanisława.